# 徒单合喜
徒单合喜（？—1171年），金朝上京路（今黑龙江省阿城市）速海水人，出自女真徒单部，世袭猛安徒单蒲涅的儿子。
金太祖天辅年间，随金源郡王完颜娄室为扎也。金太宗天会六年（1128年），因功为谋克，领娄室亲管猛安，权左翼军事。金熙宗皇统二年（1142年），为陇州防御使。在高陵、秦州、凤翔、饶凤关多次击败南宋军马。历任平凉、临洮、延安府尹。完颜亮天德二年（1150年），为元帅左都监，陕西统军使。贞元二年（1154年），兼河中府丞。正隆六年（1161年），为西蜀道兵马都统。十月，金世宗在东京辽阳府即位，徒单合喜受命守陕左。
大定二年（1162年），再为陕西路统军使，改为元帅右都监。上表攻打宋朝方略，下诏许他便宜行事，转左都监。在华州击破宋军。在德顺击败宋朝名将吴璘。大定五年（1165年），为陕西路统军使。兼京兆尹。大定七年（1167年）正月，任枢密副使，同年十一月改为东京留守。大定九年（1169年）十二月，入为平章政事，封定国公，大定十一年六月去世。

## 传記資料
- 《金史》 卷87 列传第二十五

1. ↑  《金史》卷6：七年正月庚子朔……庚申，以元帥左監軍徒單合喜為樞密副使。……十一月乙丑朔……丁亥，樞密副使徒單合喜罷。十二月戊戌，東京留守徒單合喜……
2. ↑  《金史》卷6：甲子，平章政事徒單合喜薨。